# Maurizio Buscaglia
Maurizio Buscaglia (Bari, 9 aprile 1969) è un allenatore di pallacanestro italiano. Da giugno 2025 allena l'Avellino Basket. 

## Carriera

### Club
Ha iniziato la carriera nel 1986 nel settore giovanile del Grifone Perugia. Nelle stagioni successive ha lavorato, sempre a livello giovanile, con la Pontevecchio di Perugia e con varie squadre bolognesi. Dal 1996 al 2000 è stato capo allenatore del Piove di Sacco, squadra di Serie B2, e nel biennio successivo è stato vice allenatore del Bears Mestre in Serie B d'Eccellenza, divenendone poi l'allenatore nel 2002-03.
Viene poi ingaggiato dall'Aquila Basket Trento in Serie C1: vi rimane fino al 2007, raggiungendo la promozione in Serie B2 nel 2005. Torna poi ancora a Mestre e in seguito passa al Perugia Basket, con cui centra un'altra promozione, questa volta in Serie B1.
Dal 2010 allena nuovamente Trento, alla cui guida ha vinto la Divisione Nazionale A 2011-12, approdando così per la prima volta in Legadue.
Nella stagione 2012-2013  vince la Coppa Italia di Legadue e viene premiato come miglior allenatore del campionato cadetto; l'anno successivo vince i play-off, ottenendo la promozione in Serie A.
Nella stagione 2014-15 raggiunge il 4º posto in Serie A , centrando i playoff alla prima stagione assoluta nella massima serie.  Verrà eliminato da Sassari per 3 - 1 ( la formazione sarda vincerà poi il titolo ). Al termine della stagione regolare viene premiato Miglior Allenatore della Serie A.In Coppa Italia raggiunge la fase finale venendo eliminato ai quarti da Reggio Emilia per 80-77.
Nella Eurocup 2015-2016 raggiunge la semifinale e viene premiato come Miglior Allenatore della competizione. In Serie A raggiunge nuovamente i playoff ma viene eliminato da Milano ( 3-0). In Coppa Italia, dopo aver estromesso ai quarti Pistoia, viene eliminato in semifinale da Avellino con il punteggio di 71-69. 
Nella stagione 2016-17 e nella stagione 2017-18 arriva fino alla finale scudetto sulla panchina di Aquila Basket, uscendo sconfitto prima con Venezia (4-2) e poi con Milano (4-2).
Al termine della stagione sportiva 2018-19, conclusasi con l'eliminazione dell'Aquila Basket nei quarti di finale dei play-off (3-2 contro la Reyer Venezia), in data 30 maggio viene annunciato ufficialmente che dopo 9 anni consecutivi sulla panchina di Trento , per un totale di 13 stagioni e 544 panchine tra campionato e coppa , Maurizio Buscaglia non allenerà la squadra di Trento nel campionato 2019-20. Nelle cinque stagioni di Serie A, Buscaglia ha vinto il 56,3 % delle gare disputate (per un bilancio di 107 vittorie e 83 sconfitte), ha condotto la squadra ai playoff in tutte le occasioni , ha inoltre portato Trento a disputare 1 fase finale di Eurocup,  2 fasi finali di Coppa Italia e altrettante di Supercoppa Italiana . È attualmente il coach più titolato della storia della società, nonché quello con il record assoluto di numero di panchine sia nelle competizioni nazionali che internazionali. Nelle serie minori, ha ottenuto 3 promozioni, arrivando dalla C1 fino in Serie A. 
Il 7 giugno 2019 firma un contratto triennale con la Pallacanestro Reggiana. Il 27 maggio 2020 viene sollevato dall'incarico.
Il 1º dicembre 2020 diventa il nuovo coach della Pallacanestro Brescia a seguito dell'esonero di Vincenzo Esposito. Arrivato con la squadra al penultimo posto con appena 2 vittorie nelle prime 9 gare di campionato, Buscaglia riesce a raddrizzare la barca e a condurre Brescia alla salvezza con una giornata di anticipo con un record di 9 vinte e 11 perse, vicino al 50 % di vittorie. Tuttavia nel maggio del 2021 si separa dalla società lombarda, non venendo confermato come head coach.
Il 1 luglio 2021 diventa il nuovo head coach dell'Hapoel Holon, squadra militante nella massima serie del campionato israeliano. Nonostante un record assolutamente positivo sia in campionato (record 8-5 e terzo porto a pari merito con i campioni in carica del Maccabi Tel Aviv) che in Basketball Champions League ( 4 vinte e 2 perse ) , a sorpresa, il 6 gennaio, si interrompe il suo rapporto con la squadra israeliana. 
Il 16 marzo 2022, viene selezionato come nuovo coach del Napoli Basket. Nella prima stagione all' ombra del Vesuvio il coach pugliese parte con 2 vittorie nelle prime 3 gare. Tuttavia , nella gare successive la squadra non sembra guarire dalle difficoltà che avevano portato all' esonero del predecessore Sacripanti, e infila una striscia negativa di 4 sconfitte consecutive . La squadra riuscirà comunque a salvarsi con una giornata di anticipo battendo nello scontro decisivo la Fortitudo Bologna, condannando i felsinei alla retrocessione. Confermato per la stagione successiva, la seconda parentesi partenopea si rivela avara di soddisfazioni e culmina nell'esonero il 3 gennaio 2023 , dopo un record di 7\15 , per far posto a Cesare Pancotto.
Due settimane più tardi, il 15 gennaio 2023, viene ufficializzato il suo accordo con gli israeliani dell'Hapoel Eliat. Centra la salvezza con 2 giornate di anticipo. Al termine della stagione lascia la squadra israeliana per tornare in Italia alla VL Pesaro, il 22 giugno 2023. Viene esonerato il 10 gennaio 2024 in seguito agli scarsi risultati ottenuti. Al suo posto subentra Romeo Sacchetti. 

### Nazionale
L'8 novembre 2016 viene nominato nuovo allenatore dell'Italia under 20, in sostituzione di Pino Sacripanti, diventato vice di Messina in quella maggiore.  Conduce la selezione negli Europei del 2017, nel quale viene eliminato agli ottavi di finale da Israele. 
Il 22 luglio del 2019 viene nominato CT della nazionale olandese. Inizia la sua esperienza sulla panchina olandese il 21 febbraio 2020, vincendo in casa della Turchia nella prima gara valevole per le qualificazioni agli Europei del 2022. Nel girone alla fine la selezione Oranje si piazzerà al secondo posto con un record di 3 vittorie e 3 sconfitte, centrando la qualificazione alla manifestazione continentale. Si tratta solo della seconda qualificazione negli ultimi 33 anni, dopo quella del 2015. Nella manifestazione la selezione non riuscirà tuttavia ad ottenere alcuna vittoria, risultato che pone fine, qualche giorno dopo, all'esperienza di Buscaglia sulla panchina della nazionale.

## Palmarès

### Squadra
- Campionato italiano Dilettanti: 2

 Aquila Trento: 2011-12, 2013-14
- Serie B2: 1

 Perugia Basket:  2008-2009
- Coppa Italia di Legadue: 1

 Aquila Trento: 2012-13 
- Coppa Italia LNP di Serie C1: 1

 Aquila Trento: 2005

### Individuale
- Miglior allenatore della Serie A: 1

 Aquila Trento: 2015
- Miglior allenatore della Legadue : 1

 Aquila Trento: 2012-13
- ULEB Eurocup Coach of the Year: 1

 Aquila Trento: 2015-2016